# دهنو رضویه
دهنورضویه، روستایی از توابع بخش مرکزی شهرستان بافق در استان یزد ایران است.

## جمعیت
این روستا در دهستان سبزدشت قرار دارد و براساس سرشماری مرکز آمار ایران در سال ۱۳۸۵، جمعیت آن ۱۱ نفر (۴خانوار) بوده‌است.